# Université germano-jordanienne
Pour les articles homonymes, voir GJU.
L’université germano-jordanienne (en arabe : الجامعة الالمانيه الاردنية ; nom officiel : German-Jordanian University ou GJU) est une université publique située à Madaba, en Jordanie. Fondée en 2005 et financée en partie par l’Office allemand d’échanges universitaires et le ministère allemand de l’Éducation et de la Recherche, l’université germano-jordanienne a la particularité d’être modelée sur l’université de sciences appliquées allemande. On y offre également des cours de langue allemande.